# Studzienice (gemeente)
De gemeente Studzienice is een landgemeente in het Poolse woiwodschap Pommeren, in powiat Bytowski.
De gemeente bestaat uit 11 administratieve plaatsen solectwo: Czarna Dąbrowa, Kłączno, Łąkie, Osława Dąbrowa, Półczno, Przewóz, Rabacino, Skwierawy, Sominy, Studzienice, Ugoszcz
De zetel van de gemeente is in Studzienice.
Op 30 juni 2004 telde de gemeente 3343 inwoners.

## Oppervlakte gegevens
In 2002 bedroeg de totale oppervlakte van gemeente Studzienice 175,96 km², waarvan:
- agrarisch gebied: 24%
- bossen: 66%

De gemeente beslaat 8,02% van de totale oppervlakte van de powiat.

## Demografie
Stand op 30 juni 2004:
| Omschrijving                   | Totaal | Totaal | Vrouwen | Vrouwen | Mannen | Mannen |
| ------------------------------ | ------ | ------ | ------- | ------- | ------ | ------ |
| eenheid                        | aantal | %      | aantal  | %       | aantal | %      |
| inwoners                       | 3343   | 100    | 1632    | 48,8    | 1711   | 51,2   |
| bevolkingsdichtheid (inw./km²) | 19     | 19     | 9,3     | 9,3     | 9,7    | 9,7    |

In 2002 bedroeg het gemiddelde inkomen per inwoner 1770,37 zł.

## Aangrenzende gemeenten
Brusy, Bytów, Dziemiany, Lipnica, Lipusz, Parchowo